# Lluís Nacenta
Lluís Nacenta és professor, escriptor i comissari en els camps de la música i el disseny sonor. Llicenciat en matemàtiques, titulat superior en piano, màster en estudis comparatius de literatura, art i pensament i doctor en humanitats, amb una tesi sobre la repetició musical, la seva recerca proposa una mirada (i una escolta) filosòfica sobre les arts del so, des d'una perspectiva indestriablement estètica i política. Ha estat professor i coordinador del Màster en Art Sonor de la Universitat de Barcelona i actualment és professor del Màster Universitari de Recerca en Art i Disseny i del Grau de Disseny d'Eina, Centre Universitari de Disseny i Art de Barcelona. Ha publicat nombrosos articles a mitjans en paper i digitals, com el suplement Cultura/s de La Vanguardia o la revista Nativa, és col·laborador de Ràdio Web MACBA i coordina, juntament amb Jordi Oliveras, Ràdio Nativa. Ha comissariat exposicions i concerts pel Festival Sónar, l'Arts Santa Mònica, el CCCB i la Fundació Antoni Tàpies, entre d'altres.
El 2023 fou el comissari d'una exposició sobre intel·ligència artificial al CCCB.